# Skylab 3
Skylab 3 byla kosmická loď pro dopravu druhé posádky kosmonautů v roce 1973 ke Skylabu, orbitální stanici USA na oběžné dráze Země.

## Posádka
Trojice kosmonautů USA byla v tomto složení
- Alan Bean (2), velitel letu
- Owen Garriott (1) vědecký pracovník Skylabu
- Jack Lousma (1), palubní inženýr a pilot

V závorkách je uvedený dosavadní počet letů do vesmíru včetně této mise.

### Záložní posádka
- Vance Brand - velitel
- William Lenoir
- Don Lind

## Parametry mise
- Hmotnost: 20 121 kg
- Perigeum: 423 km
- Apogeum: 441 km
- Orbitální inklinace: 50 °
- Doba oběhu: 93,2 minut
- Nosná raketa: Saturn IB

## Technická data
Loď určená pro tříčlennou posádku s výrobním číslem CSM-117 se skládala z velitelského a servisního modulu používaného v předchozím úspěšném programu Apollo, vážila 20 121 kg (nepatrně víc než předchozí Skylab 2), byla vyrobena americkou společností North American Rockwell Corporation, Space Div., Downey, Kalifornie (USA) pro NASA v Houstonu. Byla později katalogizována v COSPAR s označením 1973-050A. Velitelský modul CM (Command Module) ve tvaru kužele vysokého 3,5 metru obsahoval kabinu, padákový systém se sedmi padáky, stabilizační motorky, baterie, optiku a záchranný systém LES, který se po úspěšném vzletu odhodil. Modul SM (Service Module) obsahoval hlavní motor a pohonné hmoty, baterie, zásobník kyslíku. Před přistávacím manévrem se od druhého modulu oddělil.

## Start
Kosmickou loď Skylab SL-3 (AS-207), vynesla na oběžnou dráhu 28. července 1973 raketa Saturn IB z kosmodromu na mysu Canaveral (Kennedyho vesmírné středisko).

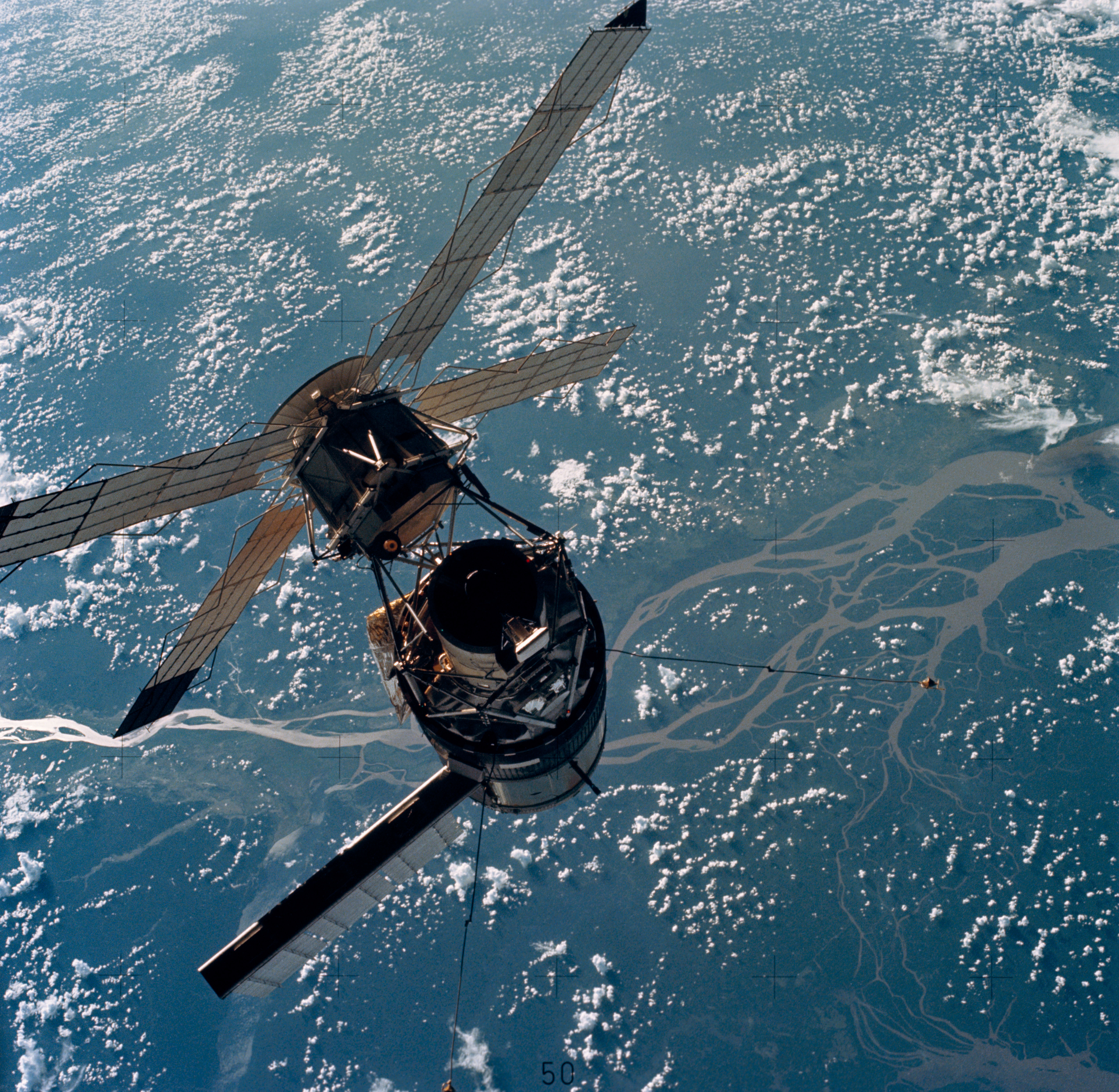
Vesmírná laboratoř Skylab z přilétávající lodi Skylab 3

## Průběh letu
Po osmi hodinách letu a pátém oběhu se loď připojila k orbitální stanici Skylab, kam posádka po odpočinku přestoupila a zahájila připravený program. Zpočátku řešili problém s opakovaným únikem okysličovadla ze systémů trysek, uvažovalo se o ukončení programu. Na kosmodromu se začala připravovat záchranná raketa. Absolvovali několik mnohahodinových výstupů (EVA) na vnější plášť stanice kvůli drobným opravám, instalaci krytu fólií. Snímkovali Zemi i další vesmírné objekty (desetitisíce snímků), prováděli řadu experimentálních pokusů, měření. Vyzkoušeli létající křeslo ASMU (Automatically Stabilized Maneuvering Unit), umožňující pohyb s manévrovacími tryskami. Posádka na 80tunové stanici strávila téměř dva měsíce, dvojnásobek než jejich předchůdci a celý program byl vyhodnocen jako velmi dobře splněný. Po jeho vyhodnocení byl značně upraven připravovaný let třetí posádky - Skylab 4. Skylab 3 se stal délkou letu rekordním.

### Výstupy do vesmíru
- Garriott a Lousma - EVA 1

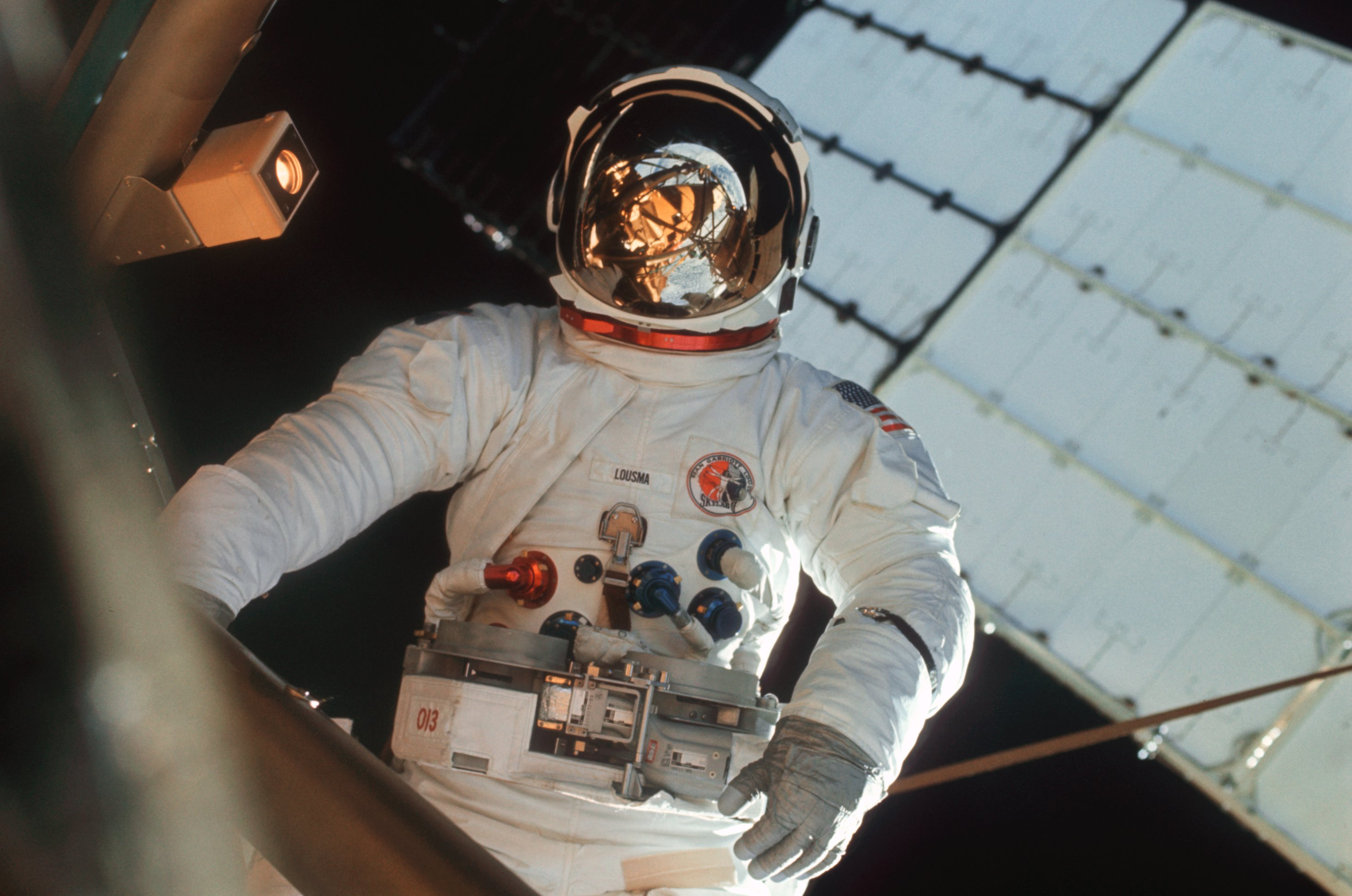
Jack Lousma při výstupu do vesmíru EVA 1

  - EVA 1 začátek: 6. srpna 1973, 17:30 UTC
  - EVA 1 konec: 7. srpna, 00:01 UTC
  - Trvání: 6 hodin, 31 minut

- Garriott a Lousma - EVA 2
  - EVA 2 začátek: 24. srpna 1973, 16:24 UTC
  - EVA 2 konec: 24. srpna, 20:55 UTC
  - Trvání: 4 hodiny, 31 minut

- Bean a Garriott - EVA 3
  - EVA 3 začátek: 22. září 1973, 11:18 UTC
  - EVA 3 konec: 22. září, 13:59 UTC
  - Trvání: 2 hodiny, 41 minut

## Závěr letu
Na Zem přistáli 25. září 1973 na hladinu Tichého oceánu asi 370 km od San Diega. O posádku i s kabinou se postarala loď USS New Orleans, která byla v době přistání 10 km daleko. Zdravotní stav posádky byl shledán velmi dobrý. 